# 365 (bài hát)
 "365" (tạm dịch: "365 ngày") là một bài hát của nhà sản xuất âm nhạc Zedd và ca sĩ người Mỹ Katy Perry. Nó được phát hành vào ngày 14 tháng 2 năm 2019 cùng với video âm nhạc của nó, do Warren Fu đạo diễn. Bài hát đã đạt vị trí số một ở năm quốc gia và top bốn mươi trong hai mươi quốc gia khác. Bài hát cũng nhận được lời khen ngợi từ Rolling Stone, Spin, Paper và Idolator.

## Bối cảnh
Vào tháng 8 năm 2018, Zedd trình diễn tác phẩm mở đầu của chuyến lưu diễn Witness: The Tour tại Úc và New Zealand. Trong khi lưu diễn, cặp đôi đã làm việc cùng nhau cho sản phẩm âm nhạc mới. Vào tháng 1 năm 2019, đã có những tin đồn về việc phát hành bài hát sắp tới, cuối cùng đã bị rò rỉ. Sau đó, nó đã được đăng ký với Universal Music Publishing Group vào tháng 2, và bài hát sau đó đã xuất hiện đăng ký trên Shazam trước khi được gỡ bỏ và thêm lại một lần nữa. Vào ngày 13 tháng 2, Zedd và Perry bắt đầu gửi biểu tượng cảm xúc cho nhau trên Twitter trước khi Zedd chia sẻ đoạn giới thiệu cho video.

## Video âm nhạc
Video âm nhạc, do Warren Fu đạo diễn, được phát hành cùng với bài hát vào ngày 14 tháng 2. Video mô tả Perry là một con robot và Zedd là đối tượng thử nghiệm của con người, trong đó một thí nghiệm được tiến hành để kiểm tra hai người sống cùng nhau. Robot bắt đầu yêu anh ta, nhưng anh ta không yêu cô ta và xa cô ta. Cô bắt đầu đau lòng đến giận dữ và bị huỷ bỏ.

## Xếp hạng
| Bảng xếp hạng (2019)                          | Vị trí cao nhất |
| --------------------------------------------- | --------------- |
| Argentina Anglo (Monitor Latino)              | 11              |
| Úc (ARIA)                                     | 38              |
| Australia Dance (ARIA)                        | 5               |
| Áo (Ö3 Austria Top 40)                        | 70              |
| Bỉ (Ultratip Flanders)                        | 1               |
| Bỉ (Ultratip Wallonia)                        | 10              |
| Bulgaria (PROPHON)                            | 1               |
| Canada (Canadian Hot 100)                     | 52              |
| China Airplay/FL (Billboard)                  | 21              |
| CIS (Tophit)                                  | 75              |
| Colombia (National-Report)                    | 62              |
| Cộng hòa Séc (Rádio Top 100)                  | 44              |
| Cộng hòa Séc (Singles Digitál Top 100)        | 1               |
| Estonia (Eesti Tipp-40)                       | 17              |
| Pháp (SNEP)                                   | 129             |
| Đức (GfK)                                     | 72              |
| Greece International Digital Singles (IFPI)   | 11              |
| Hungary (Rádiós Top 40)                       | 17              |
| Hungary (Stream Top 40)                       | 21              |
| Ireland (IRMA)                                | 33              |
| Israel (Media Forest)                         | 1               |
| Ý (FIMI)                                      | 68              |
| Nhật Bản (Japan Hot 100)                      | 52              |
| Latvia (LAIPA)                                | 13              |
| Lebanon (OLT20 Combined Chart)                | 7               |
| Lithuania (AGATA)                             | 9               |
| Mexico Airplay (Billboard)                    | 6               |
| Hà Lan (Dutch Top 40)                         | 24              |
| Hà Lan (Single Top 100)                       | 74              |
| New Zealand Hot Singles (RMNZ)                | 3               |
| Ba Lan (Polish Airplay Top 100)               | 38              |
| Bồ Đào Nha (AFP)                              | 1               |
| Romania (Airplay 100)                         | 40              |
| Nga Airplay (Tophit)                          | 69              |
| Scotland (OCC)                                | 40              |
| Singapore (RIAS)                              | 23              |
| Slovakia (Rádio Top 100)                      | 31              |
| Slovakia (Singles Digitál Top 100)            | 28              |
| Slovenia (SloTop50)                           | 22              |
| Tây Ban Nha (PROMUSICAE)                      | 85              |
| Thụy Điển (Sverigetopplistan)                 | 60              |
| Thụy Sĩ (Schweizer Hitparade)                 | 59              |
| Anh Quốc (OCC)                                | 37              |
| Hoa Kỳ Billboard Hot 100                      | 86              |
| Hoa Kỳ Adult Pop Airplay (Billboard)          | 29              |
| Hoa Kỳ Dance Club Songs (Billboard)           | 15              |
| Hoa Kỳ Hot Dance/Electronic Songs (Billboard) | 7               |
| Hoa Kỳ Pop Airplay (Billboard)                | 22              |
| Venezuela (National Report)                   | 81              |

 
|

### Cuối năm
| Bảng xếp hạng (2019)                      | Vị trí cao nhất |
| ----------------------------------------- | --------------- |
| Hungary (Rádiós Top 40)                   | 72              |
| US Hot Dance/Electronic Songs (Billboard) | 18              |

## Chứng nhận
| Quốc gia | Chứng nhận | Số đơn vị/doanh số chứng nhận |
| --- | ---------- | ----------------------------- |
| Canada (Music Canada) | Vàng       | 40.000‡                       |
| * Chứng nhận dựa theo doanh số tiêu thụ. ^ Chứng nhận dựa theo doanh số nhập hàng. ‡ Chứng nhận dựa theo doanh số tiêu thụ và phát trực tuyến. |            |                               |

## Lịch sử phát hành
| Quốc gia       | Thời gian        | Định dạng                  | Hãng đĩa   | Chú thích |
| -------------- | ---------------- | -------------------------- | ---------- | --------- |
| Nhiều quốc gia | 14 tháng 2, 2019 | Digital download streaming | Interscope | [ 60 ]    |
| Úc             | 15 tháng 2, 2019 | Contemporary hit radio     | Universal  | [ 61 ]    |
| Hoa Kỳ         | 19 tháng 2, 2019 | Contemporary hit radio     | Interscope | [ 62 ]    |